# Bouscarle de Java
Locustella montis
Espèce
Synonymes
 Bradypterus montis (protonyme)
Statut de conservation UICN

 LC  : Préoccupation mineure
La Bouscarle de Java (Locustella montis) est une espèce de passereaux de la famille des Locustellidae.

## Répartition
Cet oiseau est endémique des montagnes d'Indonésie.

## Systématique
La bouscarle de Java est actuellement divisée en deux sous-espèces :
- L. m. montis (Hartert, 1896) : la sous-espèce nominale. Vit sur les îles de Java et Bali.
- L. m. timorensis (Mayr, 1944) : Vit à Timor et Alor.

La sous-espèce timorensis était anciennement considérée comme une espèce à part, la Bouscarle de Mayr. Elle est maintenant unanimement considérée comme une sous-espèce par les autorités taxonomiques, suivant l'analyse d'Alström et al. de 2015.